# Castel Kölnhof
Castel Kölnhof (in tedesco Schloss Kölnhof) si trova nel comune austriaco di Sankt Veit an der Glan nell'omonimo distretto appartenente al Land della Carinzia. La sua storia inizia nel XIV secolo.

## Storia

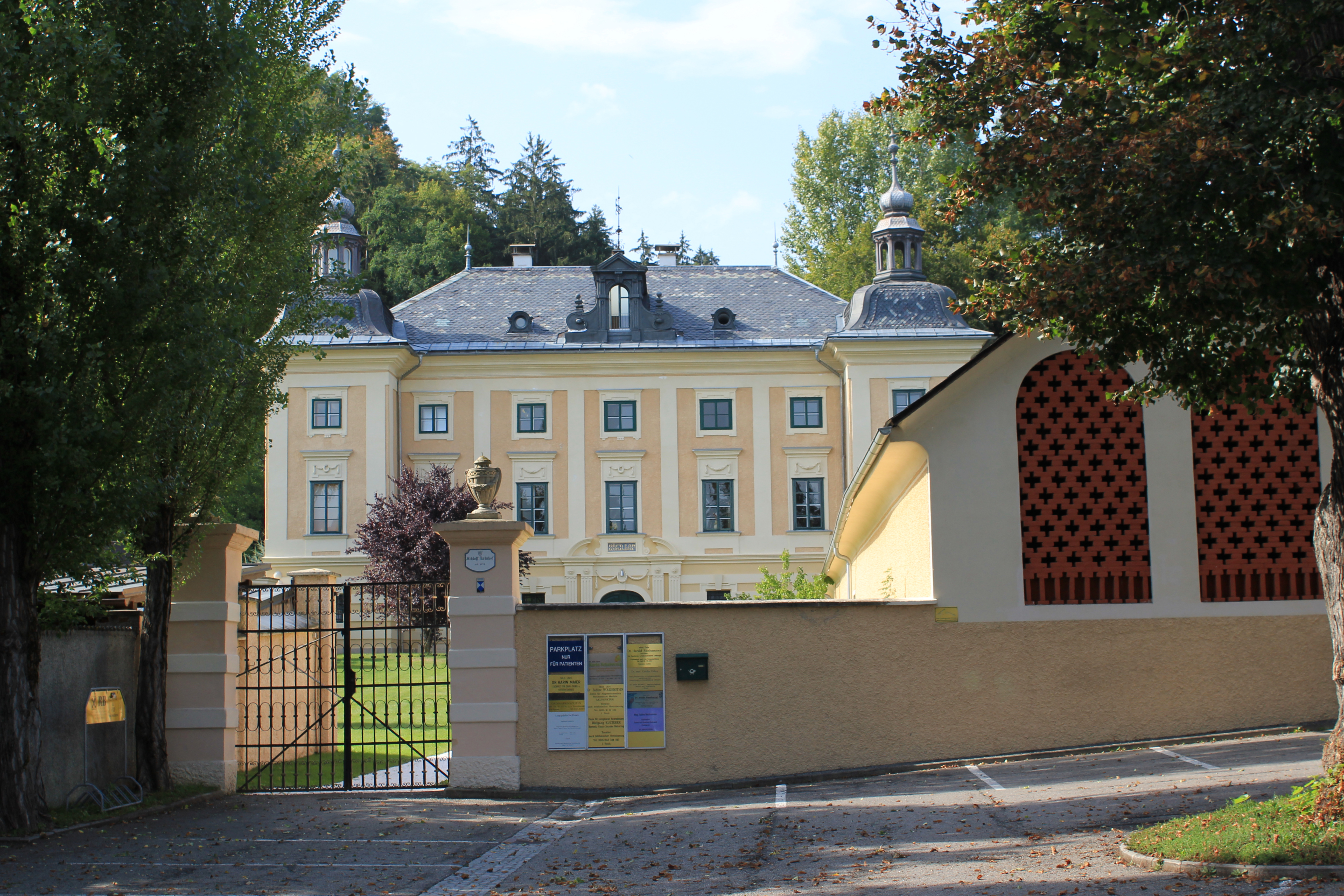
Castel Kölnhof visto dal cancello esterno

Castel Kölnhof venne menzionato la prima volta nel 1378 quando era una fattoria appartenente a Mathias von Cholendorff, membro di una famiglia borghese di Sankt Veit an der Glan. Durante il Rinascimento l'edificio sino ad allora in stile tardo gotico con il cortile venne restaurato nelle forme rinascimentali dell'epoca. Nel XVI secolo attorno alla struttura si sviluppò un piccolo abitato che prese il nome di Kölndorf, situata poco fuori dalle mura della città di Sankt Veit. L'edificio originale fu probabilmente distrutto da un incendio nel XVIII secolo e l'ultimo abate del monastero premonstratense di Griffen, il prelato Gottfried III von Mayerhoffen, incaricò nel 1778 l'architetto di corte di Salisburgo Johann Georg Hagenauer di ricostruire l'edificio che era andato distrutto nella residenza nobiliare simile a un castello che ci è perveuta. Hagenauer fu in seguito anche l'architetto del castello di Pöckstein. Dopo la morte di Mayerhoffen la proprietà fu rilevata prima dalla famiglia Schriefel e poi dalla famiglia di commercianti Obersteiner. Seguirono altri passaggi di proprietà finché nel 1833 castel Kölnhof venne rilevato da Mathias Milesi che lo lasciò in eredità nel 1849 alla nipote Rauscher-Milesi. Nel 1891 il castello divenne proprietà di Arthur Lemisch, amministratore statale tra il 1918 e il 1921 durante i disordini politici in Carinzia e poi governatore statale della Carinzia dal 1927 al 1931. Subito dopo la seconda guerra mondiale, tra il 1945 e il 1948, il castello fu requisito dalle forze di occupazione inglesi e in tale periodo subì notevoli danni, soprattutto all'interno. Riottenuta la sua proprietà la famiglia Lemisch lasciò per via ereditaria il castello a Hubert Knaus, membro di una famiglia di Sankt Veit di cui era amico. Il castello divenne un edificio residenziale per il personale della grande tenuta e nel 1995, dopo essere stato per otto anni proprietà comunale, venne acquistato dalla famiglia Maier. Questa fece restaurare l'immobile che era stato trascurato e venne poi utilizzato come centro medico.

## Descrizione

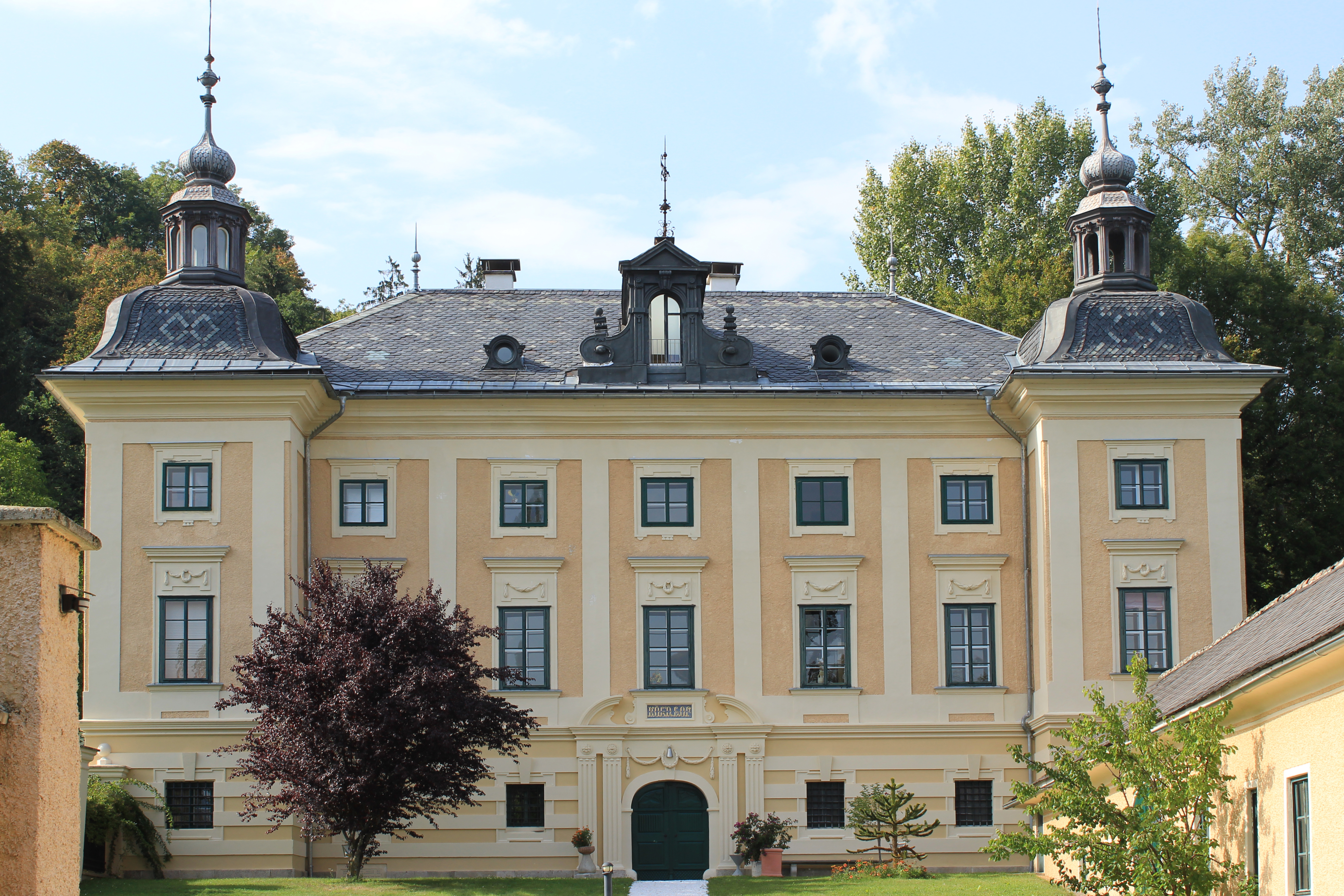
Facciata principale di castel Kölnhof

Il castello si trova vicino alla stazione ferroviaria nella parte nord orientale del comune austriaco di Sankt Veit an der Glan nell'omonimo distretto, Land della Carinzia. La struttura, oggetto di vari restauri realizzati nel corso del tempo, conserva elementi stilistici neo gotici, rinascimentali e neoclassici. Ai due lati della facciata sporgono nettamente le torri angolari ad asse singolo che furono aggiunte al vecchio edificio dall'architetto Hagenauer nel XVIII secolo. La parte del tetto con le coperture decorate da lanterne fu ridisegnata nel 1884 e da allora al posto del timpano originario è presente un abbaino. L'edificio si sviluppa su tre piani. La facciata, colorata in tonalità ocra, è ingentilita verticalmente da lesene poco sporgenti. Il piano terra della facciata principale è caratterizzato da fasce orizzontali decorative e dal portale ad arco a cesto tra doppie lesene con timpano curvilineo interrotto. Il portale e le finestre del piano nobile hanno cornici decorate con ornamenti a treccia. Sulla facciata nord le finestre conservano inferriate artistiche forgiate del XVI secolo. Nella torre angolare sud-est si trova la cappella del castello dedicata a Santa Rosalia. Al piano terra sono ancora visibili i resti dell'edificio originale tardo medievale. L'interno venne in gran parte distrutto dopo la fine della seconda guerra mondiale durante il periodo di occupazione alleata. Un dipinto sul soffitto risalente al XVIII secolo è stato restaurato rispettando l'originale. Il castello è circondato da un parco con recinzione muraria. I cancelli del giardino sono decorati con vasi neoclassici e ringhiere in ferro battuto del XVIII e XIX secolo. La struttura è proprietà privata.

### Bene architettonico tutelato
Castel Kölnhof è stato posto sotto tutela dei monumenti da parte della Repubblica austriaca col numero 34830.